# Trường Trung học phổ thông Thuận Thành số 1
Trường Trung học phổ thông Thuận Thành 1 là một trường trung học phổ thông công lập ở Bắc Ninh. Được thành lập từ năm 1961, cho đến nay Trường Trung học phổ thông Thuận Thành 1 là trường dẫn đầu khối Trung học phổ thông không chuyên của tỉnh Bắc Ninh.
Năm 2005, chủ tịch Ủy ban Trung ương Mặt trận Tổ quốc Việt Nam Phạm Thế Duyệt dự Lễ Khai giảng năm học và viết Sổ vàng truyền thống.
Ngày 3 tháng 9 năm 2009, Phó Chủ tịch nước Nguyễn Thị Doan; Thứ trưởng Bộ Giáo dục-Đào tạo Nguyễn Thị Nghĩa, đại diện một số cơ quan trung ương đã dự Lễ khai giảng năm học tại trường Trung học phổ thông Thuận Thành 1.
Ngày 13 tháng 11 năm 2011, Trường Trung học phổ thông Thuận Thành số 1 lễ kỷ niệm 50 năm thành lập trường (1961-2011), đón nhận Huân Chương Lao động hạng Nhất, cờ thi đua của Chính phủ và quyết định công nhận trường chuẩn Quốc gia.

## Lịch sử
- Tháng 9/1961, Trường cấp III Thuận Thành được thành lập. Tại khu di tích lịch sử Đền và lăng thờ Nam Giao Học Tổ Sĩ Nhiếp
- Năm 1981 đổi tên thành Trường Phổ thông trung học Thuận thành.
- Năm 1999 được mang tên Trường Trung học phổ thông Thuận thành số 1 ngày nay

## Cơ sở vật chất
Về quy mô, từ 3 lớp với 151 học sinh lúc ban đầu, thời kỳ chống Mỹ trung bình có 10 lớp, một trong những niềm hạnh phúc tự hào của trường là được đón các học sinh miền Nam về học tập, rồi số lớp tăng dần đến 24 năm 1975. Thời kỳ sau thống nhất đến 1995 bình quân có 21 lớp. Từ sau Đại hội Đảng lần thứ VIII, thực hiện chủ trương "giáo dục là quốc sách hành đầu", quy mô của trường tăng mạnh, trung bình là 45 lớp, đỉnh cao là năm 2001 có 58 lớp với 2992 học sinh và hiện nay ổn định ở quy mô tối đa của trường chuẩn quốc gia là 45 lớp với 2018 học sinh. Một nhà đa chức năng mới được xây dựng.
Đến tháng 11/2020, với sự đồng ý của phụ huynh học sinh toàn trường, nhà trường đã thực hiện việc lắp đặt điều hòa hai chiều gồm chiều nóng và lạnh cho tất cả các lớp học.
Từ tháng 12/2020, nhà trường đã đưa khu nhà C 4 tầng vào sửa chữa, tu sửa để sẵn sàng chào đón kỉ niệm 60 năm thành lập trường (1961-2021).

## Thành tích
Trong sân chơi "Đất học Kinh Bắc", ba năm liên tiếp trường Trung học phổ thông Thuận Thành số 1 có học sinh đạt giải Nhất. Đặc biệt, năm 2012, hai học sinh trường Trung học phổ thông Thuận Thành số 1 giành giải Nhất, Nhì.
Trường Trung học phổ thông Thuận Thành số 1 liên tục đạt danh hiệu Tập thể Lao động xuất sắc, hiện đang dẫn đầu khối Trung học phổ thông không chuyên trong tỉnh về thành tích thi Đại học, được xếp trong tốp 100 trường có tỷ lệ học sinh đỗ Đại học cao nhất toàn quốc; 6 năm gần đây liên tục có học sinh đỗ thủ khoa Đại học. Trường có tổng số 21 giải quốc gia và trên 800 giải cấp tỉnh…
Trong tổng số 370 cán bộ giáo viên đã từng công tác tại trường, đến nay đã có 2 Nhà giáo Nhân dân, 5 Nhà giáo Ưu tú, 3 Giám đốc Sở Giáo dục và Đào tạo, 1 vụ trưởng, 3 PGS-TS, hàng chục hiệu trưởng, hiệu phó các trường Trung học phổ thông và tương đương, 73 giáo viên dạy giỏi cấp tỉnh. Trong đó có Nhà giáo nhân dân Nguyễn Tiến Chấn - nguyên Hiệu trưởng nhà trường
Năm học 2012-2013, trường THPT Thuận Thành số 1 có 492/678 em học sinh đỗ ĐH nguyện vọng 1, chiếm 73,32 % số học sinh thi đại học và xếp thứ 80 toàn quốc với điểm trung bình 17,07/học sinh (tăng 31 bậc so với năm học 2011-2012).
Với những thành tích xuất sắc, Trường Trung học phổ thông Thuận Thành số 1 vinh dự được Chủ tịch nước tặng Huân chương Lao động hạng Ba năm 1987, hạng Nhì năm 2003 và hạng Nhất năm 2011; được Chính phủ tặng cờ "Đơn vị dẫn đầu phong trào thi đua"; Ba lần được UBND tỉnh tặng Cờ "đơn vị dẫn phong trào thi đua".

## Cựu học sinh tiêu biểu
- Đại tá, Anh hùng Lao động Phan Duy Thường - nguyên Giám đốc nhà máy Z111 (thuộc Tổng cục Công nghiệp Quốc phòng)[2].
- Lương Phan Cừ - Phó Chủ nhiệm Ủy ban Về các vấn đề xã hội của Quốc hội, Ủy viên Đoàn Thư ký kỳ họp Quốc hội.
- PGS. TS Vương Hữu Tấn - nguyên Viện trưởng Viện Năng lượng nguyên tử Việt Nam, Cục trưởng Cục An toàn bức xạ hạt nhân.
- PGS.TS.NGƯT Nguyễn Chí Bền - Viện trưởng Viện Văn hóa –Thông tin.
- TSC Nguyễn Duy Thăng - Thứ trưởng Bộ Nội vụ
- PGS.TS.Thầy thuốc Nhân dân Nguyễn Duy Ánh - Giám đốc Bệnh viện Phụ sản Hà Nội
- TS Vũ Quang Hùng Phó Viện trưởng Viện Nghiên cứu Chiến lược, Chính sách công nghiệp
- Nhà giáo Ưu tú Lê Nho Nùng - nguyên Giám đốc Sở Giáo dục và Đào tạo Bắc Ninh.
- Nguyễn Đức Bưởi - Giám đốc Sở Giáo dục và Đào tạo Bắc Ninh
- Nhà giáo Ưu tú Trần Đăng Phát - Nguyên Hiệu trưởng.
- Thầy Hà Đức Tú - Nguyên Hiệu trưởng.
- Nhà giáo Ưu tú Nguyễn Văn Thiềm - Nguyên Hiệu trưởng trường Trung học cơ sở Nguyễn Thị Định (Thuận Thành - Bắc Ninh).
- Nhạc sĩ. Nghệ sĩ ưu tú Đặng Xuân Ba[3].
- Trần Văn Khai - Giám đốc Công ty Cổ phần Khai Sơn.
- Nghệ sĩ ưu tú Trần Tựa.
- Nghệ sĩ ưu tú Trọng Thủy.